# Antonín Profous
Antonín Profous (2. ledna 1878 Libanice u Chrudimi – 27. března 1953 Praha) byl český středoškolský učitel a odborník na toponomastiku. Ve svém hlavním díle Místní jména v Čechách zpracoval asi 15 500 jmen českých měst a obcí.
Studoval na gymnáziu v Chrudimi, poté na filosofické fakultě pražské Karlovy univerzity, absolvoval též semestr na univerzitě v Mnichově. V roce 1903 získal doktorát. V letech 1903 až 1904 působil jako učitel na gymnáziu v Rakovníku, v letech 1904 až 1909 na gymnáziu v Plzni a poté až do roku 1938 na gymnáziu na pražských Vinohradech. V roce 1927 se oženil s Jarmilou Roeselovou.

## Dílo
- Antonín Profous: Jazykový výklad místních jmen v plzeňském hejtmanství. Plzeň 1914
- Antonín Profous: O místních a zvláště pomístních jménech v okrsku chrasteckém u Chrudimě. Samostatně vydáno, Praha 1918

### Místní jména v Čechách
Prohlížení, abecední navigace, vyhledávání a procházení stránek na webu Ústavu pro jazyk český Akademie věd České republiky: 
Jednotlivé svazky online: zde.
- Antonín Profous: Místní jména v Čechách. Jejich vznik, původní význam a změny. Díl I, A–H, 1947. On-line pdf
- Antonín Profous: Místní jména v Čechách. Jejich vznik, původní význam a změny. Díl II, CH–L, 1949. On-line pdf
- Antonín Profous: Místní jména v Čechách. Jejich vznik, původ, význam a změny. Díl III, M-Ř, 1951. On-line pdf
- Antonín Profous, Jan Svoboda: Místní jména v Čechách. Jejich vznik, původ, význam a změny. Díl IV, S-Ž, 1957 On-line pdf
- Jan Svoboda, Vladimír Šmilauer a další: Místní jména v Čechách. Jejich vznik, původ, význam a změny. Díl V, Dodatky k dílu Antonína Profouse, 1960. On-line pdf

## „Ves lidí“
Ač Profousova Místní jména v Čechách poskytují kvalitní soupis (často pravdivých) souvislostí, zůstává otázkou, zda je vhodné např. Horšice, Vršovice nebo Žichlice (žihle = vypálené pole) vykládat s Profousem jako ves lidí Horšových, Vršových a Žichlových. Některé Profousovy výklady, zavánějící žertem na důvěřivých čtenářích (Nasavrky, ‘ves lidí, kteří na sebe zamilovaně vrkají’; Lysolaje, ‘ves lidí, kteří štěkají jako lišky’), byly otevřeně odmítnuty. Jinde však Profousova onomastika zůstává zcela neprůstřelnou. (Letňany, ‘ves lidí žijících na Letné’; Jeseničany, ‘ves lidí žijících v Jesenici.’)